# سعید بن مسجح
سعید بن مسجح ابوعثمان نام اصلی‌اش ابوعیسی بود. او را بنیانگذار موسیقی و غنا و آواز عرب می‌دانند. او مولایی (بنده‌ای) از بنی جمح و نقل شده است که او مولای بنی نوفل بن الحارث بن عبدالمطلب بوده است. سعید بن مسجح از اهالی مکه و سیاه‌پوست بود. وی خواننده‌ای کهن و از سران خوانندگان و از بزرگان قرن اول قمری و قرن هفتم میلادی بوده و اولین کسی است که غنا (موسیقی و آواز) بوسیلهٔ آنها ایجاد شد. سعید بن مسجح موسیقی فارسی را به موسیقی و آواز عرب منتقل کرد.
ابن مسجح یکی از کسانی است که در صدر اسلام به آهنگهای ایرانی علاقه‌مند شده بودند و با الهام از نغمه‌های ایرانی آهنگ می‌ساختند. روایت شده است که خود ابن مسجح به‌خاطر همین آوازهایی که با الهام از موسیقی ایران می‌ساخت از بندگی خواجه‌اش آزاد شد.